# Chain Reaction (musikgrupp)
Chain Reaction var ett band som grundades 1976 av Hillel Slovak, Jack Irons (senare medlemmar i Red Hot Chili Peppers), Alain Johannes och Todd Strassman. Bandet bytte namn till Anthem och senare till Anthym som senare skulle gå vidare till bandet What Is This?.
Chain Reaction ska inte sammankopplas med "The Strangeurs", som döpte om sig till Chain Reaction, från 1960-talet, som är mest känt för att Steven Tyler, frontman för Aerosmith, var med där.

## Medlemmar
- Alain Johannes – sång, gitarr
- Hillel Slovak – gitarr, bakgrundssång
- Todd Strassman – basgitarr
- Jack Irons – trummor